# Originais do Ritmo
Originais do Ritmo é um bloco carnavalesco de São Luis, Maranhão. Desfilando na categoria dos blocos tradicionais, foi o oitavo a desfilar no Carnaval de São Luis.

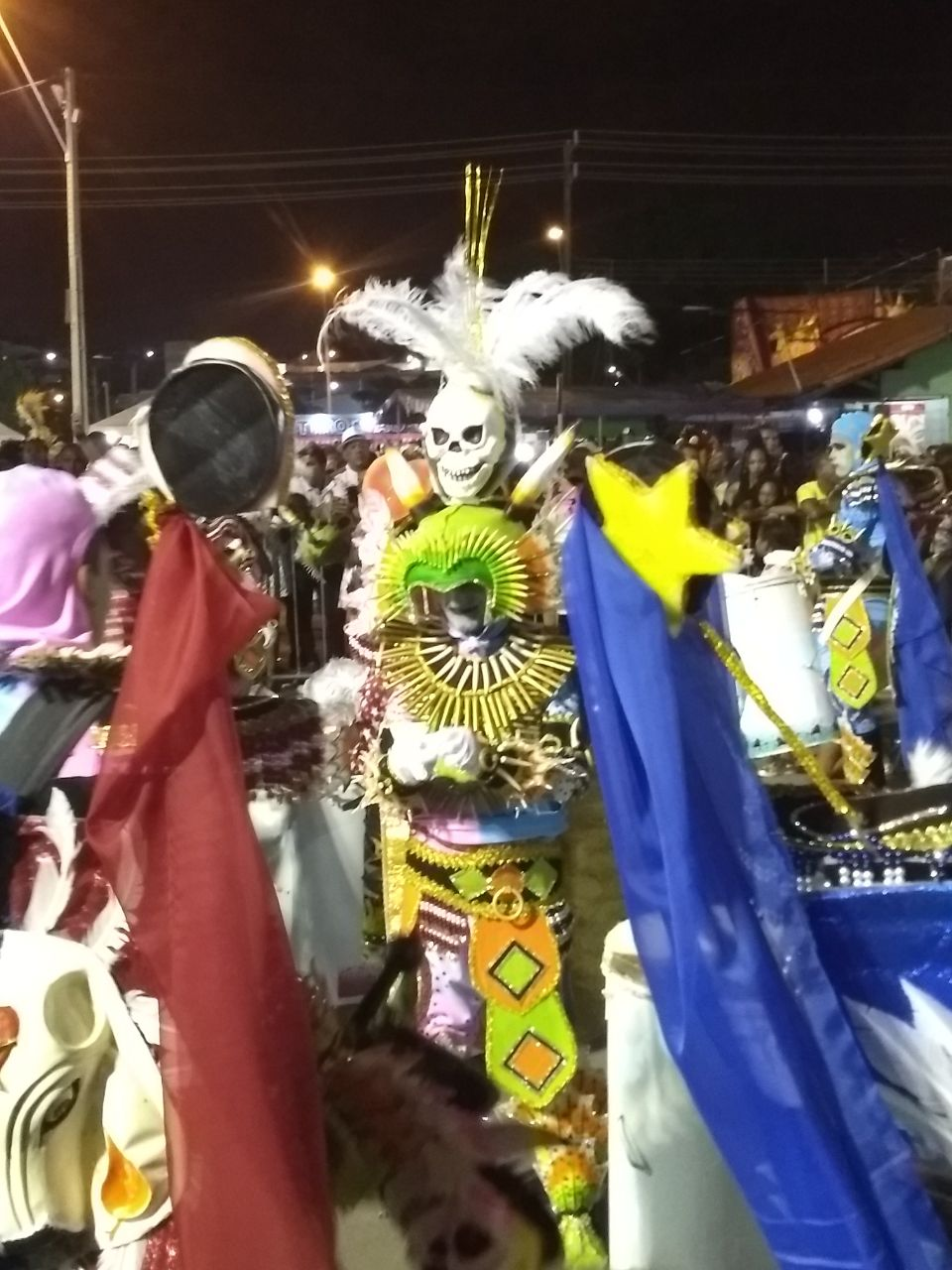
Integrante do bloco na concentração.